# عمارة جوجي

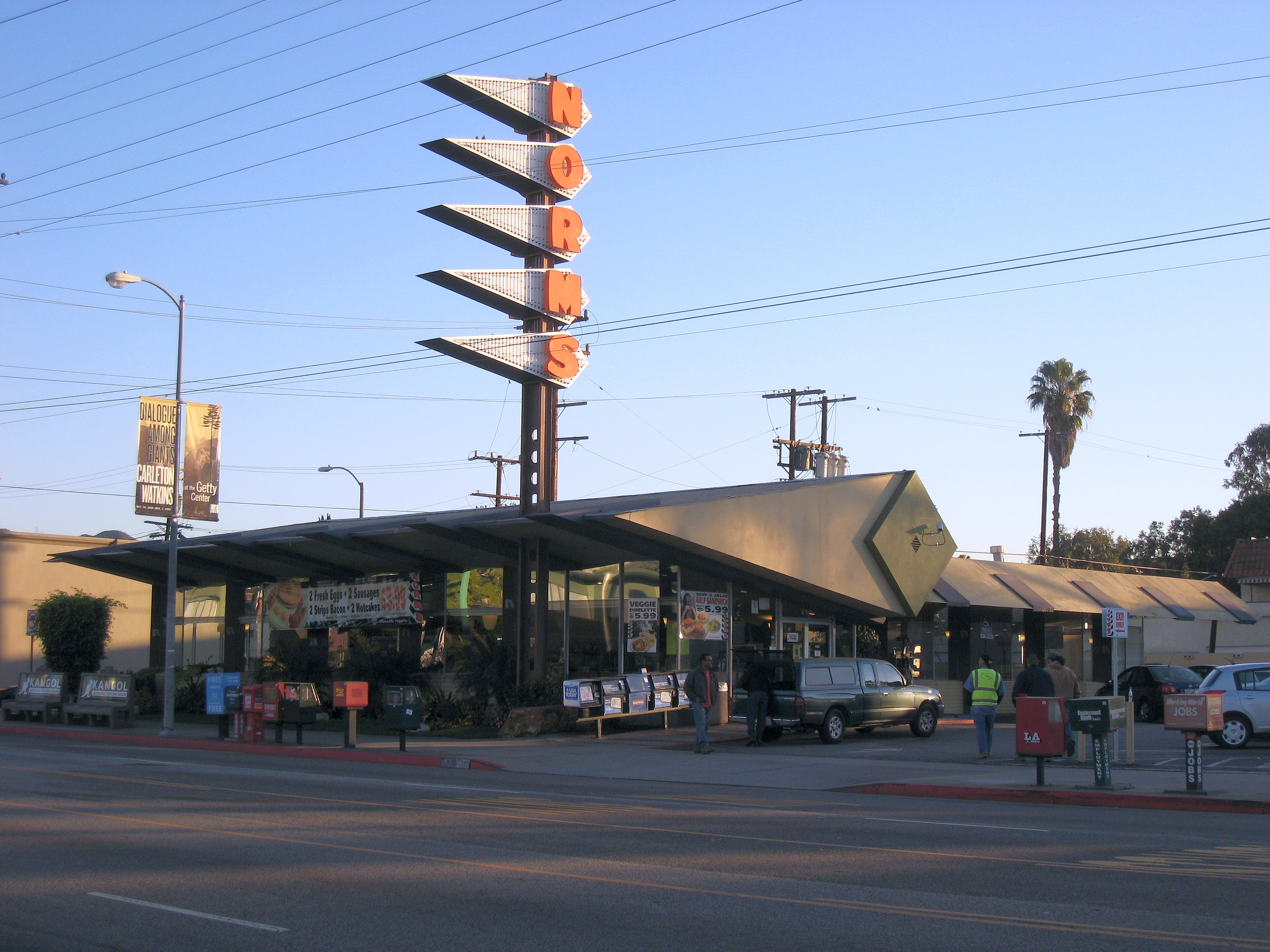
موقع مطاعم نورمز الواقع في جادة لا سينيغا بلوس أنجلوس

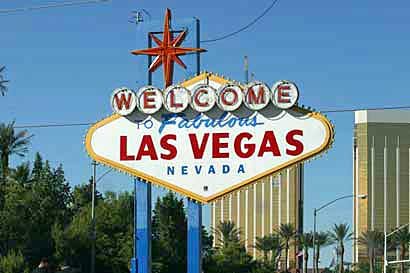
شارة الترحيب في لاس فيغاس

عمارة الجوجي أو عمارة الغوغي (بالإنجليزية: Googie architecture، وتُلفظ: /ˈɡuːɡi/) هي نوع من العمارة المستقبلية، تأثرت بثقافة السيارات، والطائرات النفاثة، وعصر الفضاء، والعصر الذري. بدأت في جنوب كاليفورنيا مع عمارة الستريملاين مودرن في الثلاثينيات، وكانت شائعة على الصعيد الوطني خلال أواخر الأربعينيات وحتى منتصف الستينيات. كانت عمارة الطابع الجوجي شائعة بين الموتيلات، والمقاهي، ومحطات الوقود. أصبح هذا الأسلوب معروفًا على نطاق واسع لاحقًا كجزء من الطراز الحديث في منتصف القرن، إذ تمثل عناصره جمالية البابيلوكس، ويظهر هذا في مركز تي دبليو إيه الجوي للمعماري إيرو سارينين. يأتي مصطلح الجوجي من مقهى أصبح مهجورًا الآن في هوليوود صممه جون لوتنر. يشار إلى الطرز المعمارية المماثلة أيضًا باسم بابيلوكس أو دو ووب.
تشتمل ميزات عمارة الجوجي على أسطح معلقة، وأشكال هندسية رشيقة، واستخدام جريء للزجاج والفولاذ والنيون. تميزت أيضًا بتصميمات عصر الفضاء الرمزي للحركة، مثل الكيدات، والصحون الطائرة، والذرات التخطيطيّة والقطوع المكافئة، وتصميمات ذات شكل حر مثل متوازيات الأضلاع «الناعمة»، وفكرة لوحة الألوان الفنانين. تُمثل هذه التقاليد الأسلوبية افتتان المجتمع الأمريكي بموضوعات عصر الفضاء، والتركيز التسويقي على التصاميم المستقبلية. كما هو الحال مع أسلوب الآرت ديكو من 1910 إلى 1930، أصبح الأسلوب الجوجي أقل أهمية بمرور الوقت، ودُمرت العديد من مباني هذا الطراز. احتفظ ببعض النماذج على الرغم من ذلك، مثل أقدم موقف لماكدونالدز (الموجود في مدينة داوني بولاية كاليفورنيا).

## أصلها

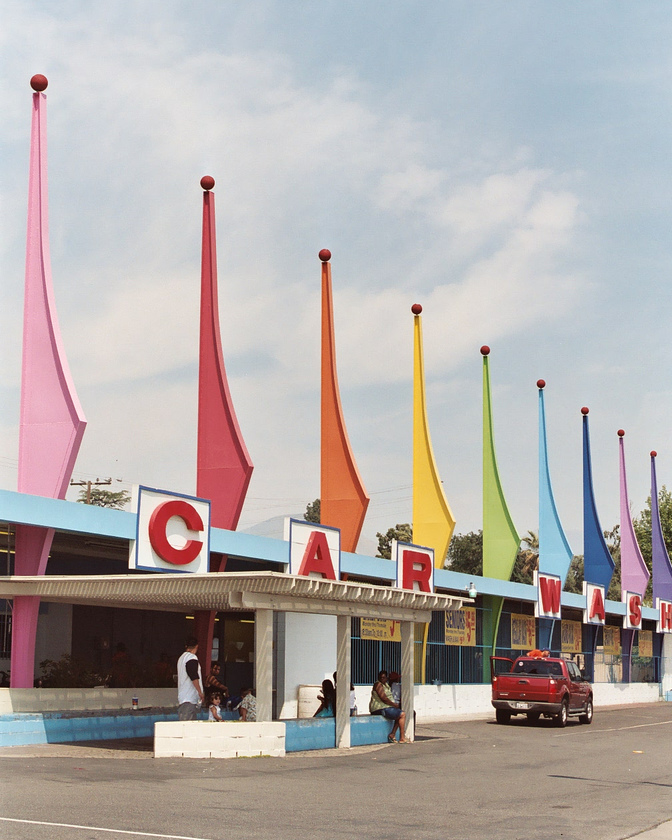
مغسل للسيارت مُشيّد على نمط جوجي

يعود أصل اسم «جوجي» إلى عام 1949، عندما صمم المهندس المعماري جون لوتنر مقهى هوليوود جوجيز (بالإنجليزية: Googies)، الذي يتميز بخصائص معمارية مميزة. كان اسم «الجوجي» هو لقب عائلة ليليان ك. بيرتون، زوجة المالك الأصلي مورتيمر بيرتون.
كان موقع مقهى جوجيز يقع عند زاوية شارع صن سيت بوليفارد وكريسينت هايتس في لوس أنجلوس، ولكنه هدم عام 1989. أصبح اسم جوجي نموذجًا للأسلوب المعماري عندما كان المحرر دوجلاس هاسكل من مجلة هاوس آند هوم والمصور المعماري يوليوس شولمان يقودان عبر لوس أنجلوس يومًا ما. أصرّ هاسكل على إيقاف السيارة عند رؤية جوجيز وأعلن «هذه هي عمارة الجوجي». قام بنشر الاسم بعد ظهور مقال كتبه في طبعة 1952 من مجلة هاوس آند هوم.
على الرغم من أن هاسكل صاغ مصطلح الجوجي وكان من دعاة الحداثة، إلا أنه لم يقدر جمالية الأسلوب الجوجي. استخدم في مقاله ثناء البروفيسور ثرج المفرط الخيالي للسخرية من الأسلوب، وفي نفس الوقت سخر من هوليوود، التي شعر أنها متعمقة بجماليته.

## تاريخها
بداية الجوجي كانت مع عمارة الستريملاين موردن في ثلاثينيات القرن العشرين. كتب آلان هيس، وهو أحد أكثر الكتاب معرفةً بهذه العمارة، في كتابه الجوجي: عمارة جانب الطريق الحديثة أن التنقل في لوس أنجلوس خلال الثلاثينيات تميز بالتدفق الأولي للسيارات وصناعة الخدمات التي تطورت لتلبيتها. مع زيادة ملكية السيارات، لم يعد من الضروري أن تتمركز المدن في وسط المدينة المركزي ولكن يمكن أن تنتشر إلى الضواحي، حيث يمكن أن تتخلل مراكز الأعمال مناطق سكنية. عرضت الضواحي ازدحامًا أقل من خلال تقديم نفس الأعمال التجارية، مع إمكانية الوصول بالسيارة. بدلاً من متجر رئيسي واحد في وسط المدينة، أصبح لدى الشركات الآن متاجر متعددة في مناطق الضواحي. تطلب هذا الاتجاه الجديد من المالكين والمعماريين تطوير صور مرئية حتى يتعرف عليها العملاء من الطريق. بنيت هذه العمارة الاستهلاكية الحديثة على الاتصالات.
كانت المطاعم الجديدة الصغيرة في الضواحي عبارة عن لافتات معمارية تعلن عن الأعمال التجارية للمركبات على الطريق. حُقق ذلك باستخدام خيارات أسلوبية جريئة، كأبراج كبيرة ذات شعارات مرتفعة، وأحرف نيون جريئة وأجنحة دائرية. كتب هيس أنه بسبب الزيادة في الإنتاج الضخم والسفر خلال ثلاثينيات القرن العشرين، أصبح ستريملاين موردن شائعًا بسبب تأثير السلويت ذو الطاقة العالية الذي خلقه تصميماته الأنيقة. تتميز هذه المباني بحواف مستديرة وأبراج كبيرة وأضواء نيون، وكلها ترمز، وفقًا لهيس، إلى «القوى غير المرئية للسرعة والطاقة»، والتي تعكس تدفق الحركة الذي جلبته السيارات، والقاطرات، ومناطيد الزبلن.

## خصائصها
الهياكل الكابولية، والزوايا الحادة، والألواح البلاستيكية المضيئة، وأشكال الكيدات وقصات لوحات الألوان الفنية، والذيول على مباني عمارة الجوجي، كانت منبوذة من بعض معماري الحداثة الفنية الرفيعة، ولكن كان لها مدافعون خلال فترة ما بعد الحداثة في نهاية القرن العشرين. العناصر المشتركة التي تميز الجوجي بشكل عام عن الأشكال الأخرى للهندسة المعمارية هي:
- الأسطح المنحدرة بزاوية تصاعدية: هذا هو العنصر الخاص الذي قام المعماريون عبره بإنشاء هيكل فريد. العديد من مقاهي الأسلوب الجوجي، وغيرها من المباني، لها سقف يبدو وكأنه 2⁄3   مثلث منفرج مقلوب. مثال رائع على ذلك هو مقهى جوني المشهور، ولكن المغلق الآن، على شارع ويلشاير في لوس أنجلوس.
- الانفجارات النجمية: الانفجارات النجمية هي زخرفة شائعة في الأسلوب الجوجي، تُظهر عصر الفضاء وتأثيرات غريبة الأطوار. لعل أبرز مثال على الانفجار النجمي يظهر على لافتة «مرحبًا بك في لاس فيجاس الرائعة»، والتي أصبحت مشهورة الآن. كتب هيس أن الزخرفة على شكل «انفجار عالي الطاقة».[20] هذا الشكل هو مثال على التصميم غير النفعي، لأن الشكل النجمي ليس له وظيفة فعلية ولكنه يعمل فقط كعنصر تصميم.

كان شكل الكيدات عنصر تصميم آخر التقط الحركة. اُستخدم بشكل هيكلي بدلاً من عمود، أو جمالي كسهم منمق. يكتب هيس أن الكيد تمثيل أسلوبي لمجال الطاقة الاتجاهية.

## عمارة الجوجي اليوم
بعد الستينيات، نادراً ما قدّر أو قبِل المجتمع المعماري عمارة الجوجي، معتبرًا أنها لامعة للغاية وعامّية للثناء الأكاديمي، وهكذا تركتها عمارة السبعينيات، وخاصة النمط الدولي. لاحظ هيس أنه منذ بداية من السبعينيات كان من المفترض أن تمتزج المباني التجارية مع البيئة الحضرية ولا تجذب الانتباه. نظرًا لأن مباني الجوجي كانت جزءًا من صناعة الخدمات، فإن معظم المطورين لا يعتقدون أنها تستحق الحفاظ عليها كقطع أثرية ثقافية. على الرغم من الأصول المتواضعة لعمارة الجوجي، يكتب هيس أن: «عمارة الجوجي جزء مهم من تاريخ الضواحي». كان الأسلوب الجوجي رمزًا للأيام الأولى لثقافة السيارات.
لم تبذل الجهود حتى التسعينات للحفاظ على مباني الجوجي. كان الوقت متأخرًا جدًا في حفظ بعض المعالم الشهيرة مثل مقهى جوجيز وشيبز ويستوود، التي كانت قد هدمت بالفعل. على الرغم من فقدان تلك المعالم الهامة، حُفظت ورُممت بعض مباني الجوجي الشهيرة الأخرى، مثل بانز، ونورمز، وذا ويتش ستاند، وبعض مواقع بوبز بيج بوي الأصلية.

## التأثير
تطورت عمارة الجوجي من العمارة المستقبلية ستريملاين مودرن، الأمر الذي أدى إلى توسيع وإعادة تفسير الموضوعات التكنولوجية للظروف الجديدة في الخمسينيات. في حين كانت العمارة في ثلاثينيات القرن العشرين بسيطة نسبيًا، تبنت الجوجي البذخ. يجادل هيس بأن سبب ذلك كان أن نظرة الثلاثينات للمستقبل كانت بالية بحلول عام 1950، وبالتالي تماشت العمارة مع ذلك. خلال ثلاثينيات القرن العشرين، تطورت القطارات المبسطة ولينكولن زيفيرز تكنولوجيًا، وأسلوب ستريملاين مودرن تماشى مع تصميمهم الخارجي الهوائي المبسط السلس. ربما كانت هذه البساطة تمثل التقشف الاقتصادي في عصر الكساد.
ازدهر أسلوب الجوجي اللافت للنظر في جو كرنفالي على طول الطرق السريعة متعددة الخطوط، وفي هندسة الموتيلات، وقبل كل شيء في اللافتات التجارية. ظهر تأثير الجوجي بشكل بارز في العمارة المبكرة ولافتات لاس فيغاس (1946-1970)، إذ استمر العديد من المعماريين الذين صمموا مقاهي الجوجي في لوس أنجلوس لتصميم بعض الفنادق والكازينوهات الرئيسية في لاس فيجاس. كان عملاء القطاع الخاص هم الرعاة الرئيسيين لعمارة الجوجي. في النهاية، أصبح الأسلوب غير عصري، وبمرور الوقت، أصبحت العديد من النماذج على الأسلوب الجوجي في حالة سيئة أو دُمرت تمامًا.
ضُخم الأسلوب الجوجي المبالغ فيه والمستقبلي في رسوم ذا جتسونز، وانشأت ديزني لاند الأصلية (التي عرضت «أرض الغد» بأسلوب جوجي) بعد عدة عقود المستقبلية السالفة. كان الأسلوب الجوجي أيضًا مصدر إلهام لمجموعة أساليب التصميم لفيلم بيكسار ذا إنكرادبيلز (أبطال خارقون)، والمسلسلات التلفزيونية المتحركة جيمي نيوترون، وفتيات القوة، وفيوتشوراما، بالإضافة إلى غلاف المذكرات الزائفة بناءً على قصة حقيقية (بالإنجليزية: Based on a True Story) للكوميدي نورم ماكدونالد.

## وصلات خارجية
- عمارة جوجي على مشروع الدليل المفتوح
- Synthetrix Photos Of The Forgotten
- Seattle Googie
- Palm Springs Modern Committee